# 동차

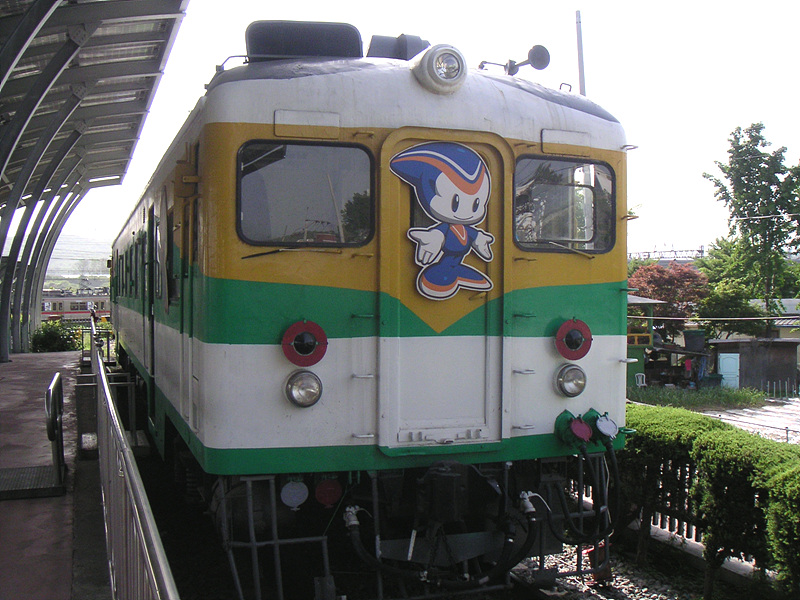
보존중인 니가타 디젤 동차

동차(動車)는 객차 또는 화차가 스스로 동력원을 가지고 움직일 수 있는 철도 차량이다.
동차는 철도차량의 하부 또는 바닥 위 부분에 동력 장치를 탑재하고, 또 나머지 공간에 화물이나 승객을 적재하도록 만들어진, 자기 추진력을 가진 철도차량을 의미한다. 따라서, 적하와 승객을 취급하지 않고 오로지 동력 공급만을 목적으로 하는 기관차와는 구분된다. 동차 역시 동력원은 인력이나 축력에 의존하지 않아야 하며, 이들은 마차 철도 등으로 구분한다. 동차는 크게 동력원과 구성 방식에 따라서 나눈다.

## 기원
동차의 데뷔는 이미 증기 버스 등을 운용하고 있던 영국이 최초로 알려져 있다. 1840년대에 윌리엄 브리지 애덤스(William Bridges Adams)가 최초의 증기동차를 개발하였다. 그러나, 실제 당시의 기술은 증기 기관차의 프레임을 연장해 접객시설을 올려놓은 것으로 그리 성공적인 것으로 평가받지는 못하였다. 이후 벨기에의 카바니(M. A. Cabany)가 1877년에 증기 동차를 개발하였고, 이를 파리 박람회에 출품하였다. 이 차량은 성공적인 것으로 평가되어 15량이 벨기에의 철도에서 채용되었다.
한편으로, 기동차의 데뷔는 미국에서 가솔린 동차의 채용을 그 최초로 할 수 있다. 흔히 가솔린-전기 모터 차(Gas Electric Motor Cars)로 통칭되는 초기의 차량들을 들 수 있다. 당시 누가 이 형식의 차량을 최초로 만들었는지에 대해서는 불명확하나 1900년대 초반에 이미 미국 철도 각지에서 증기 기관차 운행이 어려운 선구를 대상으로 투입이 이루어졌다고 한다.
전동차 역시 그 기원에 대해서는 많은 이견이 존재한다. 노면전차를 기준할 경우, 미국의 루이지애나에서 개최된 1884년의 전시회에 출품된 것이 최초라고 하나, 이는 완전히 동작하는 타입의 것이 아니었다고 한다. 이후 버지니아의 리치먼드 시에서 1888년에 전기식 노면전차를 시험하고, 그 영업운전이 실시되었는데 이것을 최초로 간주하기도 한다. 한편, 영국에서는 1884년에 서섹스 주의 브라이튼 해안을 달리는 협궤 노선에서 마그누스 볼크(Magnus Volk)의 전기식 차량이 데뷔하였는데, 이것을 최초로 둘 수 있기도 할 것이다. 이외에 독일의 베를린 등이 최초의 도입례로 제기되기도 한다.
이러한 동차들은 기본적으로 단독 운행 또는 동력이 없는 객차를 견인하는 식의 운용만 가능하였다. 또는, 이러한 운전이 아니라면, 여러 명의 기관사가 각 동력차에 배치되어, 일정한 구령 또는 신호에 맞춰 차량을 조작하는 식이어야 했는데, 미국의 발명가인 프랭클린 J. 스프래그(Franklin J. Sprague)가 총괄제어(Multiple-unit train control)를 1897년에 개발함으로써 현재의 동차와 같은 다량의 유닛을 연결 운행하는 것이 가능하게 되었다.
이후 동력원의 변경과 사용 기술의 다양화 등에 따라 여러 종류의 동차가 개발되어 현재에 이르고 있다.

## 동력 방식에 의한 분류
동차를 동력방식으로 구분하는 경우 크게 증기 동차, 디젤 동차, 전기동차 등으로 나누어 다룬다.

### 증기 동차
증기 동차는 목탄, 석탄 또는 유류 등 연료를 연소시켜 증기를 발생시키고, 그 증기의 압력으로 피스톤의 운동에너지를 통해 운행하는 가장 고전적인 철도차량이다.
우리나라의 경우로는 파시형 증기기관차가 대표적인 증기동차이다.
증기 동차는 동차의 극초기를 구성한 차량으로서, 더 이전의 연원으로는 증기 버스 등에 그 맥이 이어진다 할 수 있다. 증기 기관차와 달리, 더 낮은 출력을 바탕으로, 한 대의 차량으로 운행할 수 있으며, 이로 인해 공간이나 비용을 절감할 수 있기 때문에 교통량이 적거나, 승강장이나 기관고 등 시설 공간을 충분히 얻기 어려운 노선에 주로 이용되었다. 이 방식은 비교적 부피가 커서 실제 동차화의 이익이 크지 않고 차량을 여럿 연결하는 것이 불가능에 가까워서, 이후에 내연기관이나 전기동력 등 대체기술이 등장하게 되자 빠르게 도태되어 1930년 경에 이르러서는 더 이상 찾아보기 어려운 형식이 되었다. 한국에서는 일제강점기 당시 1량 단위로 몇 대의 차량이 일본 및 독일에서 수입되어 투입되었으나, 승차감이 나쁘고 성능이 떨어져 금방 도태되었다고 한다.
증기동차는 대개의 나라에서 대량으로 사용되는 차량이 아니기에, 특별히 형식이나 구성에 따른 세부 분류를 두지 않는다.

### 디젤 동차
디젤 동차는 내연기관을 사용하여 그 동력을 얻는 동차의 통칭이다. 주로 가솔린 기관, 디젤 기관, 또는 가스터빈 등을 채용하고 있다.
내연기관을 철도에 응용하려는 노력은 기관차보다 이 동차 분야에서 빠르게 적용되었는데, 초기의 내연기관들은 대개 그 출력이 열악할뿐더러, 동력 전달 장치 역시 대개 조악한 수준이어서 기관차와 같은 중후장대한 차량에 적용하는 것이 어려웠기 때문이다. 내연 동차의 초기에는 경량에 출력면에서 유리한 가솔린 기관이 널리 이용되었으며, 그 동력 전달 방식은 대개 자동차의 수동 변속기와 별반 차이가 없는 기계식 전달을 그 주 방식으로 하였다. 이후, 유체식 동력 전달 방식이나 전기식 동력 전달 방식이 실용화되면서 그 적용범위가 확대되었으며, 특히 총괄제어가 적용되면서 내연 동차의 적용범위는 크게 확산될 수 있었다.
한국의 현업에서 내연 동차가 이용된 것은 일제강점기 당시였다. 당시 각지에 세워진 사설 철도들이 일본으로부터 도입한 디젤 동력분산식 열차들이 존재하였는데, 이것을 그 기원으로 대개 본다. 이들 차량들은 이후 수 차례에 걸친 국유화로 인해 대개 국유철도에 편입되었다. 이후 이들 차량의 노후화로 인해 일본으로부터 통근형 디젤 액압 동차 등이 도입되면서 본격적으로 내연 동차가 운행하게 되었다.
내연 동차의 분류는 동력원의 방식과 구동 방식에 따라 다음과 같이 분류한다.
- 동력원 방식에 따른 분류
  - 디젤 동력분산식 열차

- 구동 방식에 따른 분류
- 기계식
- 액압식 또는 유체식
- 전기식

### 전기동차
전기동차 또는 전동차는 널리 말할 경우 전기를 그 구동원으로 사용하는 것을 통칭하나, 실질적으로 내연 동차 중 전기식 구동을 채택하는 차량과의 혼란의 우려가 있어, 외부로부터 급전을 받아 운행하는 동차로 이하 그 의미를 한정하여 서술한다.
전동차는 미국 등지에서 사용된 노면 전차에 사용된 전기식 차량을 그 원형으로 이야기할 수 있다. 이들 전기 동차들은 기존 철도보다는, 환경적 문제를 초래하고 있던 도시 내의 마차 철도를 대체하기 위한 용도로 널리 사용되었다. 특히, 도시 지역의 사정상, 시설적 한계로 인해 대개 기관차 운용이 어렵다는 점에서 전기 동차는 상당한 메리트가 있었다. 이후, 이를 일반 철도 노선이나 지하철에서 사용하게 되면서 철도의 주요 차종으로 자리매김하게 된다. 이후, 특히 대량 수송이 필요하고, 역 공간의 부족이 점차 현실화되면서, 또한 차량의 고가감속화가 요구되면서 전기 동차의 입지는 크게 확대되고 있다.
한국에서의 전동차 도입은 대한제국 시기의 서울전차이다. 당시 동대문에 발전소를 설치하고, 그 전기의 주요 활용처로 노면 전차의 전기운전을 계획, 1898년에 개업한 노면 전차이다. 이후, 철도 노선에 본격적인 적용은 일제강점기인 1924년에 금강산전기철도주식회사의 부대사업인  금강산선에 의한 것이다. 당시, 금강산전기철도는 북한강 수계 상에 발전소의 건설과 함께, 그 전력의 주요 활용처로 금강산선을 계획하여, 노선의 1차개통 시에 이를 적용하였다. 해방 이후의 전기운전은 한동안 서울과 부산의 노면전차로 한정되어 오다가, 1974년에 수도권 전철 1호선과 경인선 및 경부선 서울~수원 간이 전철화 되면서 다시 전기 동차의 운행이 이루어지게 되었다.
전동차는 사용하는 전력의 종류, 급전 방식, 전동기 제어 방식 등에 따라서 세부적으로 분류한다.
- 전력의 종류에 따른 구분
  - 직류형 전기 동차
  - 교류형 전기 동차
    - 저주파수 교류형
    - 상용 교류형
    - 3상 교류형

- 급전 방식에 따른 구분
  - 가공가선
  - 강체가선
  - 전력궤조식
    - 제3궤조
    - 제4궤조

- 전동기 제어 방식에 따른 구분 : 상호 배타적 구분이 아님
  - 탭제어식
  - 계자제어식
  - 약계자제어식
  - 저항제어식
  - 직병렬제어식
  - 초퍼 제어식
  - 가변전압 가변주파수 제어(VVVF)
    - 전압형
    - 전류형

### 기타 동력방식
기타 동력 방식으로는 하이브리드식, 전지식이 존재한다.
하이브리드식 동차는 보통 디젤 전기식 동차에 충전이 가능한 전지를 회로상에 탑재하여, 그 동력원으로 내연기관과 전지 어느 한쪽이나 양쪽 모두를 사용할 수 있는 기관차를 의미한다. 최근의 환경적 문제나 연료비 절감을 위해 도입된 방식으로, 일본 등지에서 개발되어, 현재 실용화 초기 다계에 이르고 있다.
전지식 동차는 차체에 전지를 탑재하여 이를 동력원으로 사용하는 동차이다. 대개 이들 전지는 충전이 가능한 축전지이나, 일각에서는 연료 전지를 적용하는 방법을 연구하고 있기도 하다. 전지식 동차는 대개 가동시간이 부족하다는 단점이 있으나, 공기 오염 문제가 전무하기 때문에, 지하철 등지에서 작업용의 모터 카 용도로 이용되는 예가 많다. 한국에서는 근래 사용되기 시작하였다.

## 구성 방식에 따른 분류
동차는 그 구성의 방식에 따라서 다양하게 구분된다.
우선, 한국이나 일본 등지에서는 이러한 구분방식을 사용하지 않지만, 총괄제어가 적용되느냐 적용되지 않느냐에 따라서 구분하는 방법이 존재한다. 즉, 이러한 기능이 없다면 단동차(Railcar, Single-unit)로 구분하고, 이러한 기능이 있다면 다련 동차(Multiple-unit) 내지 동력분산식 열차라고 구분하기도 한다. 현재 사용되는 대개의 동차들은 대개 총괄제어가 기본적으로 탑재되어 있기 때문에 점차 구별의 이익은 줄어들고 있는 상황이며, 현재의 철도사업 일선에서도 이러한 구분이 이루어지고 있지는 않다.
또한, 특히 다련 동차의 경우 동력원의 배치 방법에 따라서도 여러가지고 구분한다.
크게, 전후동력형 또는 동력 집중식 배치,  부분 동력 분산식 배치(이른바 MT편성), 그리고 완전 동력분산식 배치(M편성 또는 전M편성) 등이 존재한다. 이는, 동력을 차량 양 끝단이나 차량 중간에 위치한 차량 한 두대에 집중하여 배치하느냐, 아니면 모든 차량에 골고루 분산 배치하느냐 등을 구분하는 방식이다. 이러한 동력의 분산 정도는 효율이나 현업의 필요성에 따라 가변하게 된다.
한편으로, 각 차량 자체의 구성에 대해서도, 동력장치를 차량의 바닥 아래에 배치하느냐(상하기기형), 바닥 위에 격실을 두어 배치하느냐를 구분하기도 한다. 대개의 경우, 바닥 아래에 배치하는 방식은 공간을 넓게 사용할 수 있으나 방진이나 방음에 어려움이 있고, 정비성이 떨어지는 단점이 존재하며, 바닥 위 공간에 배치하는 경우 그 반대로 정비성에서 유리하고, 진동과 방음을 위한 공간을 확보할 수 있지만, 대신 그만큼 유효 바닥 면적이 줄어들게 되어 적재량 또는 정원이 감소하고, 여러 차량을 연결해야 할 경우 융통성이 떨어지게 된다는 단점이 발생한다. 근래, 노면전차 차량이나 경전철 차량에서 제기되는 방식이지만, 인버터 등의 일부 기기를 차량의 지붕 위에 올리는 방식도 존재하고 있다.
또한, 기관차와 유사하게 운전이나 선구 특성에 따라 구분하는 예도 다수 존재한다. 예를 들어, 차량한계나 궤간이 다른 구간 용의 차량이나, 급구배 또는 급곡선 구간, 또는 랙레일과 같은 특수한 인프라가 설치된 구간에 맞는 전용의 동차를 적용하기도 한다. 대표적으로 아프트 선구용의 동차나, 협궤 동차 같은 것을 들 수 있다.

## 같이 보기
- 기관차
- 동력분산식 열차
- 디젤 동력분산식 열차
- 레일바이크
- 수압식 철도
- 궤도차
- 메르세데스-벤츠 유니목